# Harvel (Illinois)
Harvel es una villa ubicada en el condado de Christian y en el condado de Montgomery en el estado estadounidense de Illinois. En el Censo de 2010 tenía una población de 223 habitantes y una densidad poblacional de 123 personas por km².

## Geografía
Harvel se encuentra ubicada en las coordenadas 39°21′21″N 89°31′53″O / 39.35583, -89.53139. Según la Oficina del Censo de los Estados Unidos, Harvel tiene una superficie total de 1.81 km², de la cual 1.81 km² corresponden a tierra firme y (0%) 0 km² es agua.

## Demografía
Según el censo de 2010, había 223 personas residiendo en Harvel. La densidad de población era de 123 hab./km². De los 223 habitantes, Harvel estaba compuesto por el 100% blancos, el 0% eran afroamericanos, el 0% eran amerindios, el 0% eran asiáticos, el 0% eran isleños del Pacífico, el 0% eran de otras razas y el 0% pertenecían a dos o más razas. Del total de la población el 0% eran hispanos o latinos de cualquier raza.